# Mar Carrión
María del Mar Carrión Villar (Albacete, 14 de junio de 1974) es una escritora española de novela romántica conocida como Mar Carrión desde 2008, cuándo ganó el III Premio Terciopelo de Novela Romántica. Es miembro de la Asociación de Autoras Románticas de España (ADARDE).

## Biografía
María del Mar Carrión Villar nació el 14 de junio de 1974 en Albacete. Se licenció en Derecho y ejerció de contable.
En 2008 su novela "Bajo el cielo de Montana" fue la ganadora del III Premio Terciopelo de Novela Romántica, tras lo que ha continuado publicando novelas románticas. Su cuento "Mary cambia su destino" fue el ganador del Premio de Relato Corto Harlequín Ibérica 2011. Con su novela Trampas de seda obtuvo dos premios Dama: a la mejor novela romántica de suspense y a la mejor autora. Con la novela Arenas movedizas obtuvo un premio Dama a la mejor novela contemporánea.

### Novelas
- Bajo el cielo de Montana (2008)
- Decisiones arriesgadas (2010)
- Senderos (2011)
- Mary cambia su destino (2011)
- Trampas de seda (2012)
- Después de la lluvia (2013)
- Arenas movedizas (2014)
- El jardín de Neve (2015)
- Detrás del telón (2015)
- Nada es lo que parece (2016)
- Azul cielo (2017)
- Cuando vuelva a encontrarte (2018)